# Jindřich Duchoslav Krajíček
Jindřich Duchoslav Krajíček (9. května 1867 Karlín – 20. října 1944 Plzeň) byl český malíř a ilustrátor. Dvacet pět let působil ve vedení plzeňské malířské školy, spolupracoval s Mikolášem Alšem. Jeho manželkou byla MUDr. Ludvika Nová-Krajíčková, lékařka a gynekoložka, první žena-lékařka v Plzni.

## Dílo
- výzdoba domu s lékárnou na nám. Republiky č. 27 a domu v Nerudově ul. č. 2 v Plzni dle kartonů M. Alše
- realizace na fasádě domu U Červeného srdce podle M. Alše
- podíl na malířské výzdobě vodňanského kostela Narození P. Marie dle návrhů M. Alše
- dvě figurální výplně v Kulečníkovém sálu Měšťanské besedy v Plzni (nedochovaly se)

## Galerie

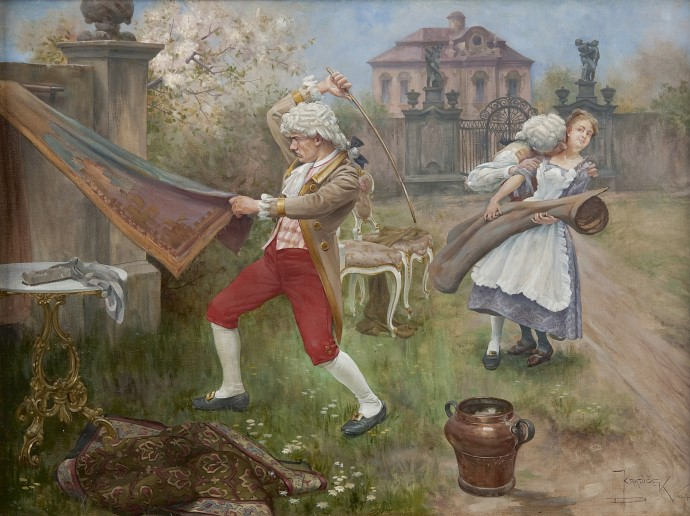
Jarní úklid (1894)
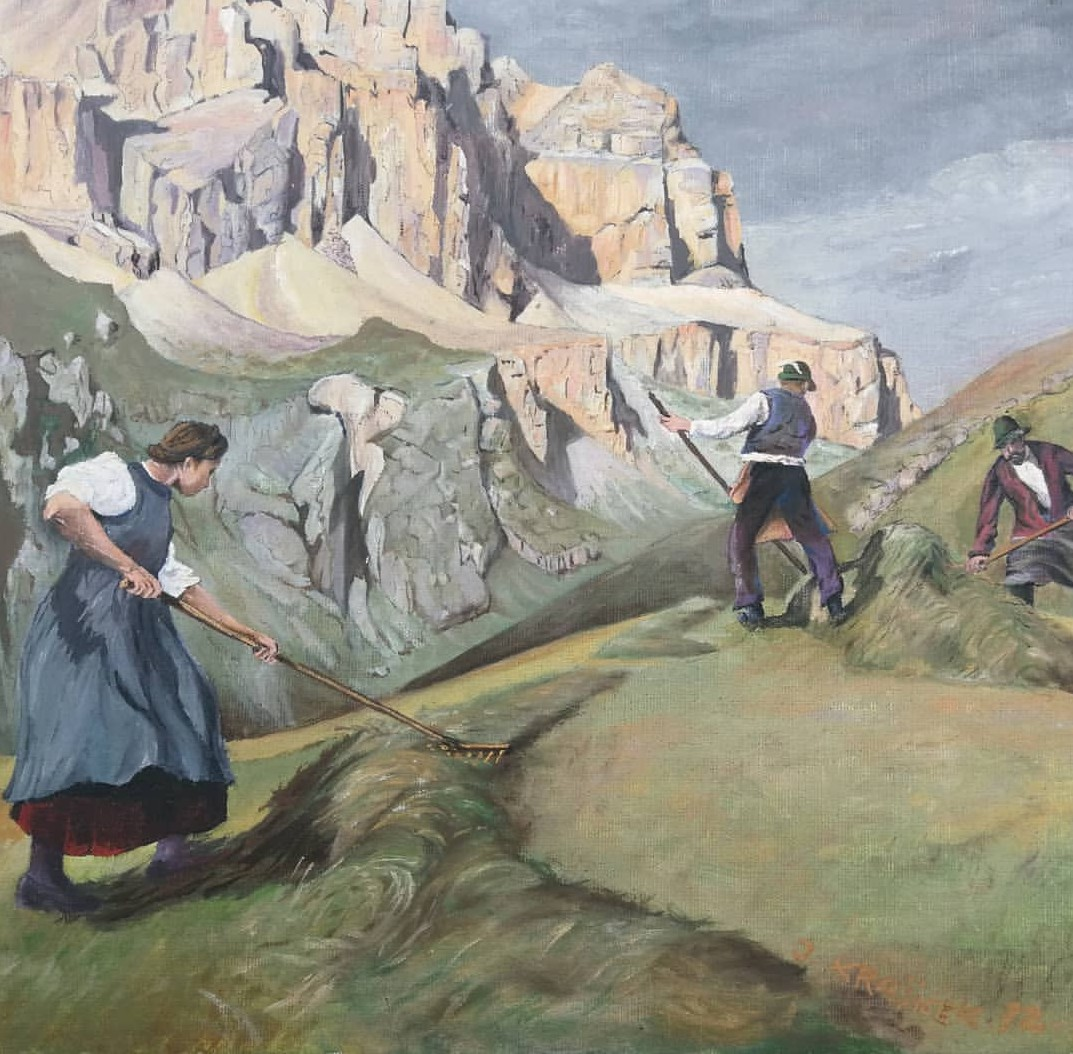
Senoseč v horách
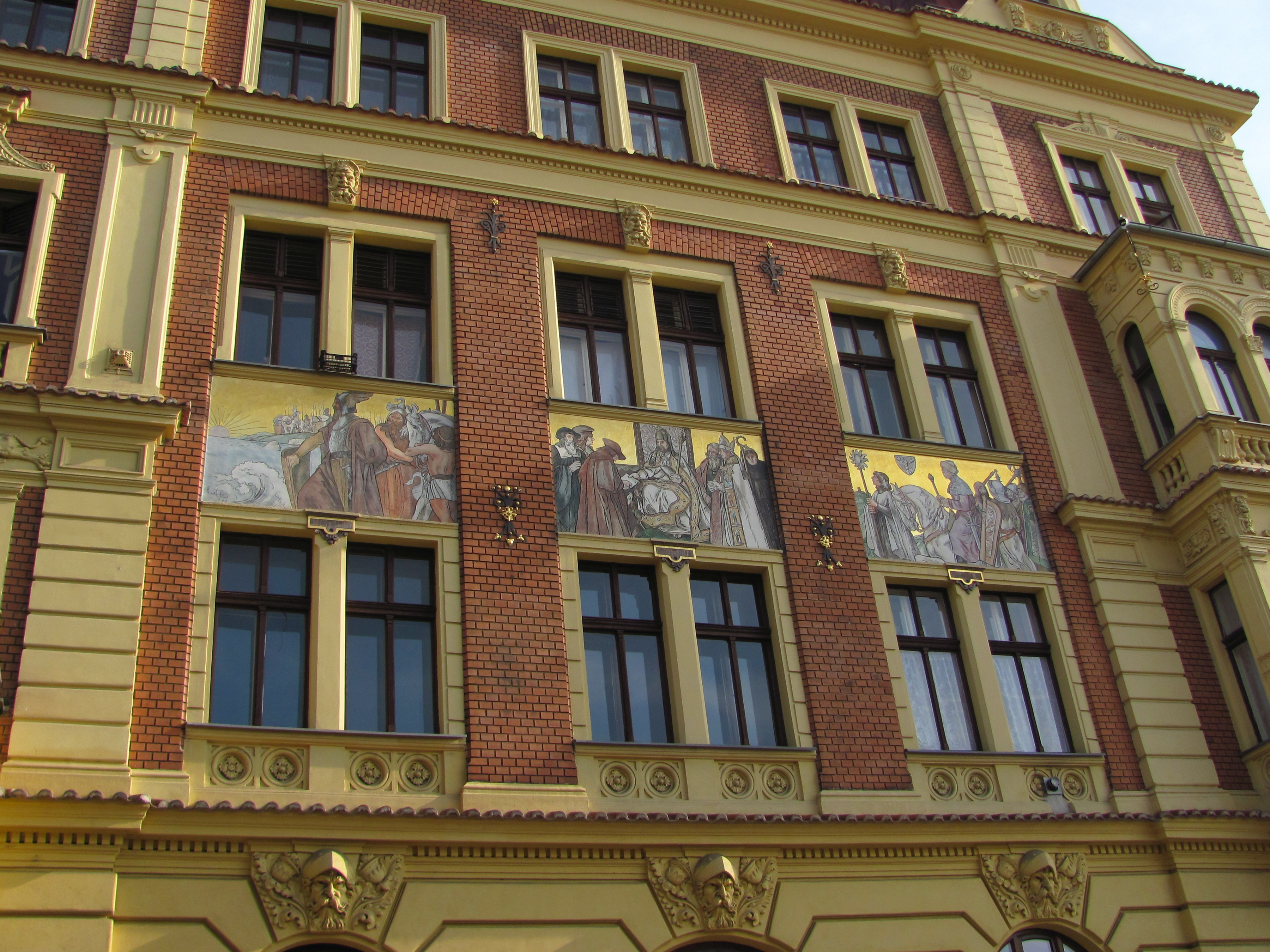
Fasáda domu v Nerudově ulici, č. 2
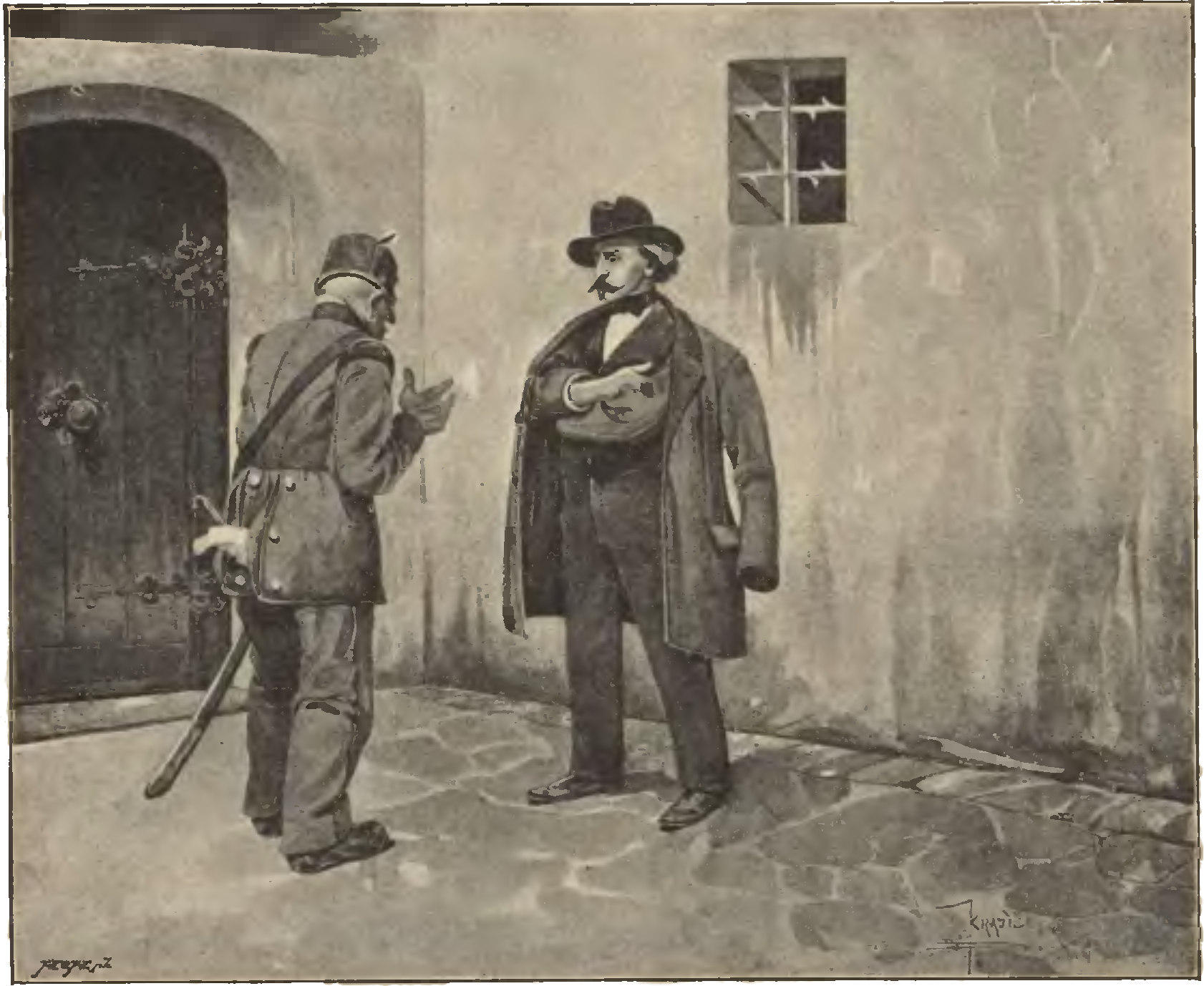
Josef Mánes v Ronšperku zatčen